# Радштадт
Радштадт — місто в Австрійській землі Зальцбург. Місто належить округу Санкт-Йоганн-ім-Понгау. 
Радштадт на мапі округу. 

## Демографія
Історична динаміка населення міста за даними сайту Statistik Austria

## Виноски
1. ↑  Gemeindedaten von Radstadt